# Вознесенське (Берестинський район)
Возне́сенське — село в Україні, у Берестинському районі Харківської області. Населення становить 36 осіб. Орган місцевого самоврядування — Мартинівська сільська рада.

## Географія
Село Вознесенське знаходиться на лівому березі річки Берестова, вище за течією примикає село Мартинівка, нижче за течією на відстані 1,5 км розташоване село Гадяч та колишнє село Катеринівка. До села примикає кілька лісових масивів (сосна). Через село проходить автомобільна дорога Т 2119.

## Історія
1852 — дата заснування.
Під час організованого радянською владою Голодомору 1932—1933 років померло щонайменше 85 жителів села.

## Населення
Згідно з переписом УРСР 1989 року чисельність наявного населення села становила 106 осіб, з яких 39 чоловіків та 67 жінок.
За переписом населення України 2001 року в селі мешкало 36 осіб.

### Мова
Розподіл населення за рідною мовою за даними перепису 2001 року:
| Мова       | Відсоток |
| ---------- | -------- |
| українська | 88,89 %  |
| російська  | 11,11 %  |

## Об'єкти соціальної сфери
Амбулаторія

## Пам'ятки
Орнітологічний заказник місцевого значення «Мартинівський» — об'єкт природно-заповідного фонду Харківської області.